# Mangua forsteri
Espèce
Synonymes
- Linyphia setosa Forster, 1964 nec O. Pickard-Cambridge, 1863
- Linyphia forsteri Brignoli, 1983

Mangua forsteri est une espèce d'araignées aranéomorphes de la famille des Physoglenidae.

## Distribution
Cette espèce est endémique de Nouvelle-Zélande. Elle se rencontre dans les îles Auckland et Campbell.

## Description
Le mâle mesure 2,14 mm et la femelle 1,61 mm.

## Étymologie
Cette espèce est nommée en l'honneur de Raymond Robert Forster.

## Publications originales
- Brignoli, 1983 : A catalogue of the Araneae described between 1940 and 1981. Manchester University Press, p. 1-755.
- Forster, 1964 : The Araneae and Opiliones of the subantarctic islands of New Zealand. Pacific Insects Monographs, vol. 7, p. 58-115.